# Qemetica Cargo
Qemetica Cargo – polskie przedsiębiorstwo transportowe zajmujące się przewozami produktów przemysłu chemicznego. Spółka wchodzi w skład grupy kapitałowej Qemetica i pierwotnie nazywała się Transoda.

## Historia
Spółka Transoda powstała w 2000 r. w związku z restrukturyzacją Inowrocławskich Zakładów Chemicznych Soda Mątwy. Początkowo celem działalności przedsiębiorstwa była wyłącznie obsługa bocznicy kolejowej i dostawa surowca do zakładów chemicznych w Mątwach. W 2003 r. spółka otrzymała licencję na wykonywanie przewozów kolejowych po terenie Polski. W 2004 r. rozszerzyła swoją działalność o przewozy drogowe.
W 2006 r. spółka Transoda przejęła spółkę Jantrans i obsługę linii przemysłowej fabryki sody w Janikowie.
1 czerwca 2024 r. nastąpiła zmiana nazwy przewoźnika z Ciech Cargo na Qemetica Cargo co miało związek z faktem, iż cała grupa Ciech zmieniła nazwę na Qemetica. 

## Tabor
W transporcie kolejowym spółka wykorzystuje lokomotywy elektryczne serii 181 oraz spalinowozy SM42 i T448p. Spółka Qemetica Cargo posiada własne wagony i cysterny do przewozu ładunków serii 408S, 206S, 206Se, 206Sf, 401Ka, 204V, 411V, 426V, 434R i 408R.
Tabor drogowy spółki stanowią samochody Renault Premium 320, Renault Premium C420, MAN 26.414 i Peugeot Tepee. Przedsiębiorstwo jest również właścicielem naczep WZW 35/45 i Schmitz.